# Francis James Child

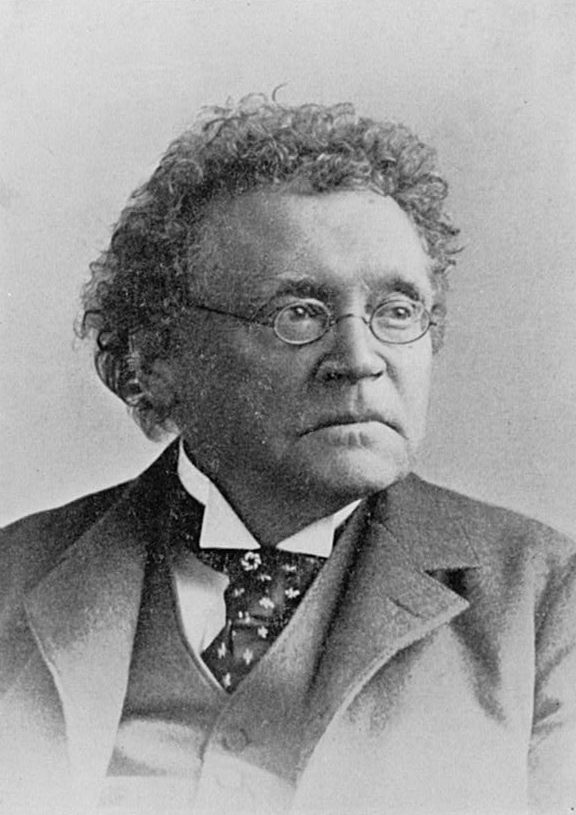
Francis James Child.

Francis James Child (Boston, 1 februari 1825 - 11 september 1896) was een Amerikaans geleerde, onderwijzer en folklorist. Hij is het bekendst van zijn bundel collectiewerk van Engelse en Schotse ballades, die uitgebracht zijn als de naar hem vernoemde "Child Ballads". Child was professor van retoriek en oriëntatie op de Harvard-universiteit, waar hij ook invloedrijk werk publiceerde als Engelse poëzie. In 1876 werd hij tot eerste professor van de Engelse taal benoemd op Harvard, een positie die hem bevoegd maakte om op academische niveau onderzoek te doen. Het was gedurende deze periode dat hij begon aan zijn studie van de "Child Ballads".
De Child Ballads werden gepubliceerd in vijf volumes tussen 1882 en 1898. Child was merendeels een literaire geleerde met weinig interesse in de muzikale kant van de ballade, zijn werk werd echter een grote bijdrage aan de studie van Engelstalige volks muziek. In de vertaalde ballades uit het oud Engels en Gaeltic komt veelvuldig het personage van Robin Hood voor, de bekendste daarvan is "Child Ballade 117" a Gest of Robyn Hode.
Child werd als derde kind geboren uit een gezin van totaal 8 kinderen, als zoon van zeilmaker Joseph Child en zijn vrouw Mary James Child in Boston, Massachusetts. Hij bezocht Harvard tussen 1846 en 1849 als leerling en studeerde wiskunde, geschiedenis, politieke economie en Engelse literatuur. Hij vroeg een beurs aan om in Europa te studeren en tussen 1849 en 1851 volgde hij studies in Berlijn en aan de Universiteit van Göttingen, waar hij respectievelijk filosofie en Germaanse studies volgde.